# Cypripedium wenqingiae
Cypripedium wenqingiae là một loài thực vật có hoa trong họ Lan. Loài này được Perner mô tả khoa học đầu tiên năm 1998.